# آرتورو فرناندس رودریگس
آرتورو فرناندس رودریگس (اسپانیایی: Arturo Fernández Rodríguez‎؛ زادهٔ ۲۱ فوریهٔ ۱۹۲۹ - درگذشته ۴ ژوئیه ۲۰۱۹) بازیگر اهل اسپانیا بود.
از فیلم‌هایی که وی در آن‌ها نقش داشته‌است، می‌توان به ابله تمام‌عیار و از سپیده‌دم هوسش را کرده است اشاره نمود.
وی در آوریل ۲۰۱۹ تحت عمل جراحی معده قرار گرفت. این عمل موفقیت‌آمیز بود و او از عمل جراحی بهبود یافت، اما اندکی پس از آن دچار زمین‌خوردگی شد و پس از آن، سلامتی او رو به وخامت گذاشت و در ۴ ژوئیه ۲۰۱۹ در بیمارستانی در مادرید بر اثر عوارض مربوط به همین زمین‌خوردن در سن ۹۰ سالگی درگذشت.